# Negrești (okręg Alba)
Negrești – wieś w Rumunii, w okręgu Alba, w gminie Mogoș. W 2011 roku liczyła 9 mieszkańców.